# Leipsic (Ohio)
Leipsic es una villa ubicada en el condado de Putnam en el estado estadounidense de Ohio. En el Censo de 2010 tenía una población de 2093 habitantes y una densidad poblacional de 220,67 personas por km².

## Geografía
Leipsic se encuentra ubicada en las coordenadas 41°6′32″N 83°58′4″O / 41.10889, -83.96778. Según la Oficina del Censo de los Estados Unidos, Leipsic tiene una superficie total de 9.48 km², de la cual 9.46 km² corresponden a tierra firme y (0.3%) 0.03 km² es agua.

## Demografía
Según el censo de 2010, había 2093 personas residiendo en Leipsic. La densidad de población era de 220,67 hab./km². De los 2093 habitantes, Leipsic estaba compuesto por el 77.78% blancos, el 0.24% eran afroamericanos, el 0.57% eran amerindios, el 0.38% eran asiáticos, el 0% eran isleños del Pacífico, el 18.11% eran de otras razas y el 2.91% pertenecían a dos o más razas. Del total de la población el 31.34% eran hispanos o latinos de cualquier raza.